# Umbonium thomasi
Umbonium thomasi is een slakkensoort uit de familie van de Trochidae. De wetenschappelijke naam van de soort is voor het eerst geldig gepubliceerd in 1863 door Crosse.